# Février 1880

## Événements
- La France, le Royaume-Uni et l’Allemagne reconnaissent officiellement l’indépendance de la Roumanie.

- 4 février : cinq membres de la famille Donelly sont tués à Lucan Biddulph (Ontario).

- 7 février, France : le fonctionnement des conseils de prud'hommes est modifié, et devient paritaire[1].

- 14 février : Louise du Royaume-Uni, femme du gouverneur général du Canada et fille de la reine Victoria se blesse lors d'un accident de traineau dans une rue d'Ottawa.

- 19 février : le gouvernement chinois demande à renégocier le traité de Livadia concernant la cession à la Russie de la région d’Ili (Turkestan chinois). Ce traité a été signé l’année précédente par un émissaire chinois sans l’autorisation de la cour. La Chine mobilise ses troupes sur la frontière russe.

- 27 février, France : loi excluant les ecclésiastiques du Conseil supérieur de l'Instruction publique.

## Naissances
- 8 février : Franz Marc, peintre allemand († 4 mars 1916).
- 19 février : Álvaro Obregón, président du Mexique de 1920 à 1924.
- 21 février: Armand Lavergne, politicien.
- 26 février : Kenneth Edgeworth, ingénieur et astronome irlandais († 10 octobre 1972.

## Décès
- 6 février : Edward Barron Chandler, père de la confédération et lieutenant-gouverneur du Nouveau-Brunswick.
- 15 février : Jan Weissenbruch, peintre néerlandais (° 18 mars 1822).
- 22 février : Eugénie Desjobert, philanthrope française (° 3 mai 1800).